# Стир-фрай

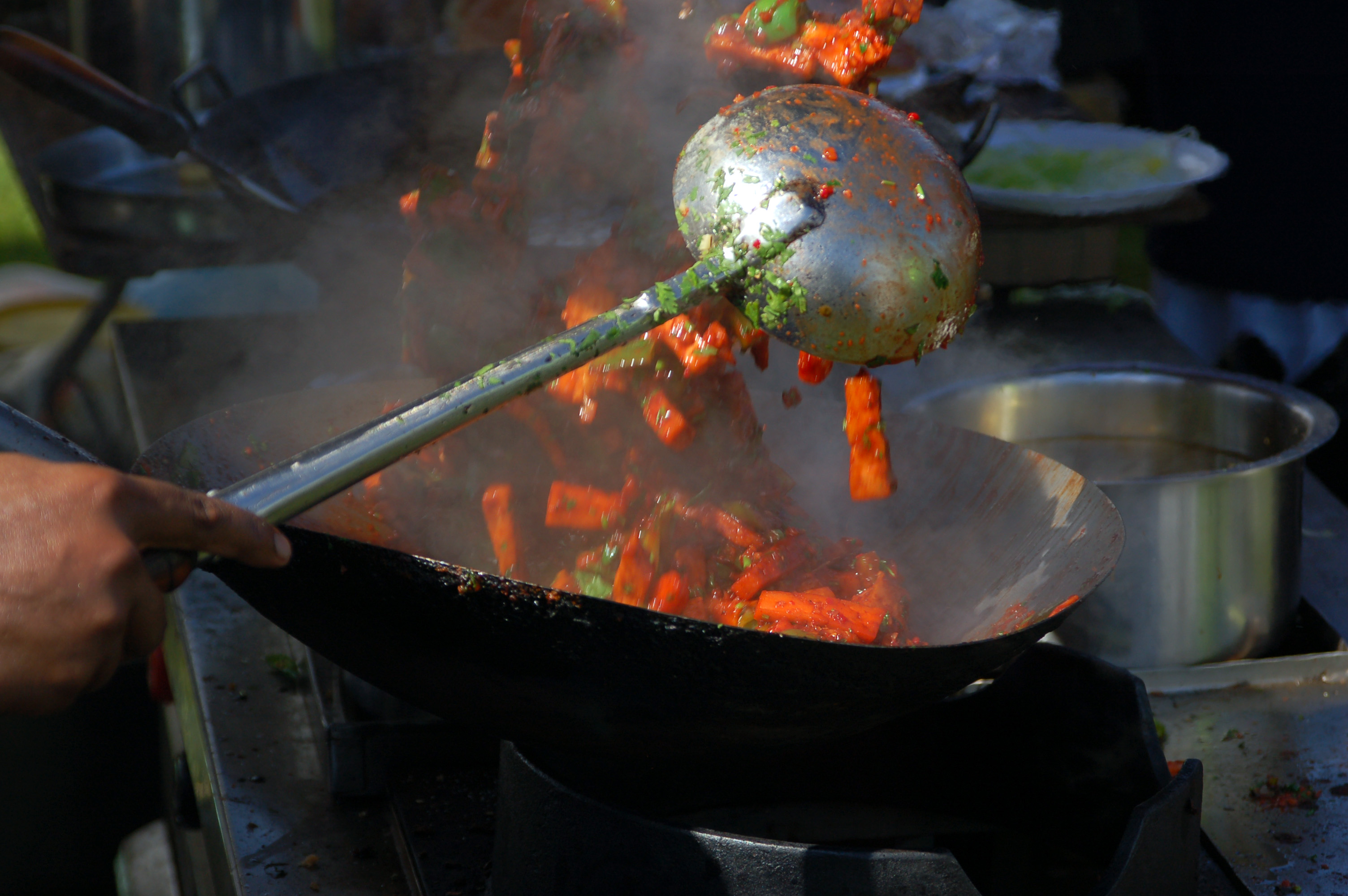
Приготовление пищи в воке

Стир-фрай (англ. to stir-fry, буквально «жарить, перемешивая»; от кит. 炒, палл. чао и  кит. 爆, палл. бао) — традиционная для китайской, прежде всего для кантонской кухни техника быстрого обжаривания пищи в раскалённом масле в глубокой сковороде с покатыми стенками (воке) при постоянном помешивании.
В воке жарят нарезанные кусочками мясо и морепродукты, овощи и лапшу. При такой скоростной температурной обработке продукты сохраняют свежесть, аромат и значительную часть своих полезных свойств. 
Мерилом мастерства южнокитайских поваров считается способность придать блюду особый «вкус сковороды» (wok hei). Этот вкусовой оттенок объясняется отчасти карамелизацией, отчасти реакцией Майяра. Наиболее опытные повара не только постоянно помешивают приготовляемую пищу, но и быстро подбрасывают её на сковородке в воздух для быстрого перемешивания.

## История
Учёные считают, что подобие сковороды-вока появилось в Китае ещё во времена империи Хань (206 до н. э. — 220 н. э.): изначально — для сушки зерна, а не приготовление пищи). Однако современная форма вока и его использование для быстрой обжарки пищи в горячем масле относится к куда более позднему периоду династии Мин (1368–1644 г.г.). При этом проникновение этой техники за пределы ресторанов и богатых семей и вовсе произошло к началу 20 века: до этого наиболее распространёнными приемами приготовления пищи здесь оставались кипячение и варка на пару. Ситуация изменилась, когда все большая часть китайского населения смогла себе позволить масло и топливо, а на Западе возникли китайские диаспоры.  
Стир-фрай (и китайская кухня в целом) обычно признаётся как вкусными, так и полезными, во многом за счёт обильного употребления овощей.
В США техника стир-фрай была ввезена в первой половине  XIX века первыми китайскими иммигрантами. Сам термин (наряду с другими англоязычными терминами китайской кулинарии) был впервые использован письменно в книге 1945 «Как готовить и есть по-китайски», в написании которой автору, Ян Бувэй (1889—1981), помогал её муж, известный американский лингвист китайского происхождения Чжао Юаньжэнь. 
Из китайских кухонь и профильных ресторанов стир-фрай распространился очень широко: приготовление многих блюд в домашней кухне, благодаря новой технике, сократилось по времени примерно до 15 минут.

## Разновидности
Известны две основные разновидности жарки в воке — «чао» (炒) (аналог пассерования) и «бао» (爆). Обе техники используют высокий уровень температуры, но в чао добавляется больше жидкости, а ингредиенты блюд получаются более мягкими (а в бао — напротив, более хрустящими, за счёт более ярко выраженной реакции Майяра).

### Чао
Техника чао, как было указано выше, во многом напоминает принятое в западной кухне пассерование. В целом по всему Китаю действует общая схема приготовления (региональные различия относятся, в первую очередь, к количеству и виду используемого масла, а также набору ингредиентов и уровню остроты). 
Вок раскаляется до высокой температуры и в момент, когда появляется дымок, в него добавляется немного масла, потом такие сухие приправы, как чеснок и имбирь, а в дальнейшем — остальные ингредиенты, начиная с тех, которые готовятся дольше всего (например, мясо или тофу), а потом овощи и грибы. Когда ингредиенты почти приготовлены, к ним добавляются различного рода комбинации соевого соуса, уксуса и вина, а также соли и сахара. В некоторых блюдах добавляются также загустители (преимущественно, различные виды крахмала).

### Бао
В XVIII—XIX веках широкое распространение (особенно в северном Китае, в провинции Шаньдун) получила техника бао. На сильном огне поверхность вока раскаляется практически докрасна; масло, приправы и основные ингредиенты добавляются в очень быстрой последовательности. Пища постоянно перемешивается и подбрасывается вверх; паузы делаются только для добавления очередного ингредиента.
Цель приготовления в технике бао — подчеркнуть натуральные вкусы: соответственно, роль приправ здесь не столь велика. Благодаря очень высокой температуре, бао идеальна для приготовления небольших кусков ингредиентов: готовка проходит исключительно быстро, при этом составные части «запечатываются» и не теряют естественные внутренние соки. Для этой же цели мясо предварительно обрабатывается добавлением крахмала или яичного белка. Когда пища достается из вока, его нужно немедленно промыть: в противном случае, остатки еды обуглятся или подгорят за счет остаточного тепла вока.
В бао, в сравнении с чао, используется больше масла, причем видов с высокой температурой дымления: к примеру, рафинированные растительные масла. Ещё одно отличие — основные ингредиенты разделяются на более мелкие куски.